# San Juan Chico
San Juan Chico är en ort i Mexiko.   Den ligger i kommunen Ocotlán och delstaten Jalisco, i den centrala delen av landet, 400 km väster om huvudstaden Mexico City. San Juan Chico ligger 1 527 meter över havet och antalet invånare är 166.
Terrängen runt San Juan Chico är kuperad åt nordväst, men åt sydost är den platt. Runt San Juan Chico är det tätbefolkat, med 297 invånare per kvadratkilometer. Närmaste större samhälle är Ocotlán, 6,1 km sydost om San Juan Chico. Trakten runt San Juan Chico består till största delen av jordbruksmark.